# Ikhwani
Ikhwani Hasanuddin, thường được biết với tên Ikhwani, là một cầu thủ bóng đá người Indonesia thi đấu cho Aceh United  ở Liga 2 ở vị trí right-back hoặc right-wing.

## Sự nghiệp
Anh bắt đầu sự nghiệp chuyên nghiệp tại PSAP Sigli, thi đấu ở Indonesian Premier League và Indonesian Super League. Năm 2013, anh chuyển đến Gresik United để chơi ở Indonesian Super League. Sau đó anh ký hợp đồng với Persiraja Banda Aceh để tham dự ở 2016 ISC B and ở Liga 2. Năm 2018, anh thi đấu cho câu lạc bộ mới lên hạng Aceh United.